# Église des Zitelle
L'église Sainte Marie de la Présentation (en italien : chiesa di Santa Maria della Presentazione), communément appelée des Zitelle, est un édifice religieux de Venise, situé à l'extrémité orientale de l'île de la Giudecca, non loin de l'Église du Rédempteur.
L'église est consacrée à la Présentation de la Vierge et fait partie d'un ancien complexe comprenant un institut pour jeunes filles dépourvues de dot.

## Histoire
Des sources du XVIIe siècle attribuent le projet de l'église à l'architecte Andrea Palladio, sans toutefois que les recherches, même les plus récentes, aient pu retrouver des traces documentaires ou graphiques de son intervention ; en réalité, la majorité des spécialistes exprime de sérieux doutes concernant cette attribution.
L'église est une partie d'un complexe ecclésiastique créé par le jésuite Benedetto Palmio afin d'élever des filles pauvres. Des documents confirment l'acquisition du terrain, en 1561, sur l'île de la Giudecca mais les débuts de construction sont postérieurs à la mort de l'architecte ; ainsi, la première pierre est posée en 1581 et l'église est consacrée en 1588. En réalité, dès les années 1575-1576, des documents font état d'achats importants de matériaux de construction, peut-être destinés à l'église. Sur de telles bases, des hypothèses récentes évoquent alors un possible projet de Palladio, conçu au milieu des années 1570, mais la façade, comme l'intérieur de l'église, ne montrent pas les traits caractéristiques du langage de l'architecte vicentin. Il peut s'agir, également, d'une réalisation extrêmement malhabile et infidèle.

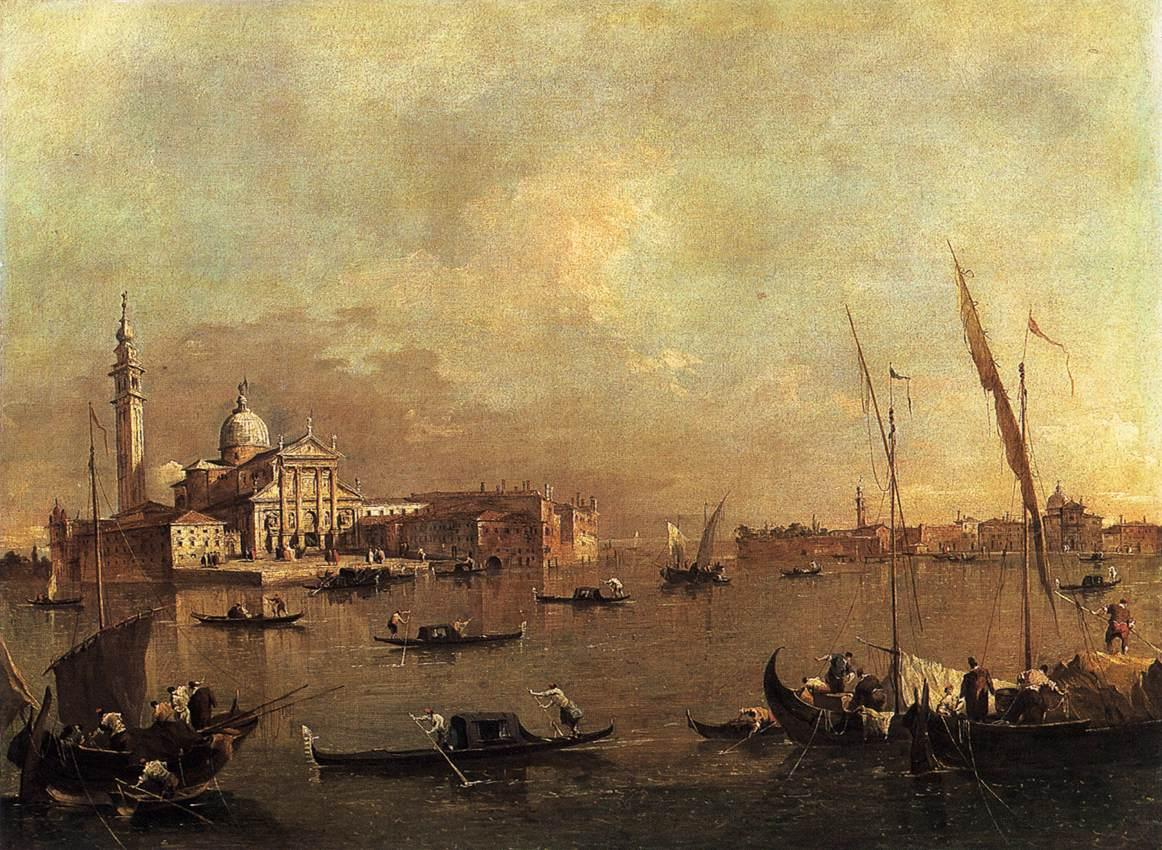
San Giorgio Maggiore avec la Giudecca et les Zitelle
par Francesco Guardi, 1775
Wallace Collection Londres

## Description
L'institut, en forme de fer à cheval, enserre l'église mais une cour occupe l'espace extérieur situé derrière l'abside.
Une corniche subdivise horizontalement, en deux niveaux, la façade de l'église. Le niveau inférieur est dominé par le portail situé au centre ;  une demi-colonne est disposée de part et d'autre et il est surmonté d'un fronton, en forte saillie. Deux hautes fenêtres en plein cintre l'encadrent et les côtés sont cantonnés de doubles pilastres plats.
Au niveau supérieur, la disposition des pilastres est similaire et l'espace central est occupé par une large verrière. L'ensemble est surmonté d'un fronton et deux clochers accentuent le mouvement d'élévation vers la coupole et sa lanterne, qui couronnent l'édifice.
La silhouette de l'ensemble constitué des deux clochers, de la coupole et de la lanterne a une certaine ressemblance avec celle du Tempietto Barbaro, la dernière œuvre de Palladio construite à proximité de la villa homonyme à Maser, dans la province de Trévise.

## Œuvres à voir
- Retable du maître-autel : Presentazione al Tempio, de Leandro Bassano
- Retable de l'autel de la chapelle de droite : Orazione nell'orto e committenti, de Palma le Jeune
- Retable de l'autel de la chapelle de gauche : Madonna col Bambino, San Francesco e il procuratore Federico Contarini, d'Aliense.

## L'Institut
L'Église de Venise se fixe comme but principal, avec la réalisation de l'institut, d'éduquer les jeunes filles en âge de se marier (appelées Zitelle) mais trop pauvres pour avoir une dot, et un métier artisanal, comme la couture, la dentellerie leur est, entre autres, enseigné.
Cette assistance empêchent ainsi à ces demoiselles de devoir choisir la prostitution comme moyen de subsistance.
Les ouvrages de dentelle au « point de Venise » réalisés dans cet institut sont alors célèbres et très recherchés.

## Sources de traduction
- (it) Cet article est partiellement ou en totalité issu de l’article de Wikipédia en italien intitulé « Chiesa delle Zitelle » (voir la liste des auteurs) dans sa version du 10 avril 2009. Il est lui-même partiellement issu du texte relatif à la Chiesa delle Zitelle, sur le site du CISA, http://www.cisapalladio.org, lequel a autorisé sa publication (cf  tkt #2008031210017761)